# Polska na Młodzieżowych Mistrzostwach Europy w Lekkoatletyce 2015
Polska na Młodzieżowych Mistrzostwach Europy w Lekkoatletyce 2015 – reprezentacja Polski podczas dziesiątej edycji czempionatu Starego Kontynentu dla zawodników do lat 23, która odbyła się w Tallinnie w dniach 09–12 lipca 2015 roku, zdobyła 12 medali, w tym cztery złote.

Mężczyźni:
- bieg na 100 metrów
  - Dominik Kopeć zajął 5. miejsce
  - Krzysztof Grześkowiak odpadł w półfinale (5. miejsce)
  - Przemysław Słowikowski odpadł w eliminacjach (32. miejsce)
- bieg na 200 metrów
  - Karol Zalewski zajął 1. miejsce
- bieg na 400 metrów
  - Kajetan Duszyński odpadł w eliminacjach (14. miejsce)
- bieg na 800 metrów
  - Artur Kuciapski zajął 1. miejsce
  - Karol Konieczny odpadł w półfinale (13. miejsce)
- bieg na 1500 metrów
  - Piotr Drobnik odpadł w eliminacjach (19. miejsce)
- bieg na 10000 metrów
  - Paweł Szostak zajął 16. miejsce
- bieg na 400 metrów przez płotki
  - Patryk Dobek zajął 1. miejsce
- sztafeta 4 × 100 metrów
  - Dawid Olszowy, Dominik Kopeć, Karol Zalewski i Krzysztof Grześkowiak nie ukończyli (dyskwalifikacja)
- sztafeta 4 × 400 metrów
  - Kajetan Duszyński, Patryk Dobek, Bartłomiej Chojnowski i Karol Zalewski zajęli 2. miejsce
- skok o tyczce
  - Karol Pawlik nie ukończył
- pchnięcie kulą
  - Andrzej Regin zajął 3. miejsce
  - Krzysztof Brzozowski zajął 10. miejsce
  - Dawid Krzyżan odpadł w eliminacjach (14. miejsce)
- rzut dyskiem
  - Wojciech Praczyk zajął 2. miejsce
  - Paweł Pasiński zajął 6. miejsce
  - Damian Kamiński zajął 7. miejsce
- rzut młotem
  - Arkadiusz Rogowski zajął 9. miejsce
  - Sebastian Nowicki odpadł w eliminacjach (14. miejsce)
- rzut oszczepem
  - Kacper Oleszczuk zajął 1. miejsce

Kobiety
- bieg na 100 metrów
  - Agata Forkasiewicz zajęła 8. miejsce
  - Katarzyna Sokólska odpadła w eliminacjach (16. miejsce)
- bieg na 200 metrów
  - Zofia Wróblewska zajęła 5. miejsce
  - Agata Forkasiewicz odpadła w eliminacjach (13. miejsce)
- bieg na 400 metrów
  - Patrycja Wyciszkiewicz zajęła 3. miejsce
  - Martyna Dąbrowska zajęła 7. miejsce
- bieg na 800 metrów
  - Syntia Ellward zajęła 8. miejsce
- bieg na 1500 metrów
  - Sofia Ennaoui zajęła 2. miejsce
- bieg na 100 metrów przez płotki
  - Karolina Kołeczek zajęła 2. miejsce
- bieg na 400 metrów przez płotki
  - Agnieszka Karczmarczyk odpadła w półfinale (10. miejsce)
- sztafeta 4 × 100 metrów
  - Agata Forkasiewicz, Kamila Ciba, Katarzyna Sokólska i Karolina Zagajewska zajęły 5. miejsce
- sztafeta 4 × 400 metrów
  - Małgorzata Curyło, Martyna Dąbrowska, Adrianna Janowicz i Patrycja Wyciszkiewicz zajęły 2. miejsce
- chód na 20 km
  - Karolina Wierus zajęła 15. miejsce
  - Joanna Bemowska nie ukończyła (dyskwalifikacja)
- skok wzwyż
  - Aneta Rydz zajęła 5. miejsce
- skok o tyczce
  - Justyna Śmietanka odpadła w eliminacjach (19. miejsce)
- pchnięcie kulą
  - Anna Wloka zajęła 5. miejsce
  - Angelika Kalinowska zajęła 7. miejsce
- rzut dyskiem
  - Daria Zabawska zajęła 4. miejsce
  - Lidia Augustyniak zajęła 6. miejsce
  - Karolina Makul zajęła 7. miejsce
- rzut młotem
  - Malwina Kopron zajęła 3. miejsce
- rzut oszczepem
  - Marcelina Witek zajęła 10. miejsce
- siedmiobój
  - Magdalena Sochoń zajęła 10. miejsce